# Malthonica vomeroi
Malthonica vomeroi är en spindelart som först beskrevs av Brignoli 1977.  Malthonica vomeroi ingår i släktet Malthonica och familjen trattspindlar.
Artens utbredningsområde är Italien. Inga underarter finns listade i Catalogue of Life.